# Protolophus longipes
Protolophus longipes is een hooiwagen uit de familie Sclerosomatidae.